# Mammillaria ekmanii
Mammillaria ekmanii ist eine Pflanzenart aus der Gattung Mammillaria in der Familie der Kakteengewächse (Cactaceae). Das Artepitheton ehrt den schwedischen Botaniker Erik Leonard Ekman.

## Beschreibung
Mammillaria ekmanii wächst einzeln. Die kugeligen bis kurz zylindrischen Triebe sind bis zu 8 Zentimeter hoch und messen 6 Zentimeter im Durchmesser. Die Warzen sind konisch geformt. Die Axillen sind ohne Borsten, aber mit reichlich weißer Wolle besetzt. Die 2 bis 4 Mitteldornen sind trüb gelb mit dunkler Spitze. Sie werden 0,9 bis 1,5 Zentimeter lang. Die 15 bis 17 Randdornen sind schlank, nadelig weiß und 0,4 bis 1 Zentimeter lang.
Die Blüten und Früchte sind unbekannt.

## Verbreitung, Systematik und Gefährdung
Mammillaria ekmanii ist in Haiti und in der Dominikanischen Republik verbreitet.
Die Erstbeschreibung erfolgte 1931 durch Erich Werdermann.
In der Roten Liste gefährdeter Arten der IUCN wird die Art als „Data Deficient (DD)“, d. h. mit keinen ausreichenden Daten geführt.

## Nachweise